# エーグルフィング
エーグルフィング (Eglfing) は、ドイツ連邦共和国バイエルン州オーバーバイエルン行政管区のヴァイルハイム＝ショーンガウ郡に属す町村（以下、本項では便宜上「町」と記述する）で、フクルフィング行政共同体を形成する自治体の一つである。

## 地理
この町はオーバーラント地方に属す。

### 自治体の構成
この町は、公式には 4つの地区 (Ort) からなる。このうち小集落や孤立農場などを除く集落を以下に列記する。
- オーバーエーグルフィング
- タウティング
- ウンターエーグルフィング

## 歴史
エーグルフィングは807年頃に初めて史料に記録されている。11世紀からエーゴルフィング騎士家は、現在の町の中心部からわずか1kmほどの「Gstoag」に所領を有していた。アンデクス伯家の従士であったエーゴルフィング家は13世紀半ばに断絶し、オーバーエーグルフィングは15世紀から別の貴族家の所領となり、1663年までは現在のホーフガッセにその城館があった。18世紀からは「ロシア時代」とも呼ばれ、モスクワやサンクトペテルブルクの商社と貿易を行う商人が移住した。この町はバイエルン選帝侯領のミュンヘン会計局およびヴァイルハイム地方裁判所に属した。バイエルンの行政改革に伴う1818年の市町村令により現在の自治体が成立した。

### 人口推移
- 1970年 536人
- 1987年 726人
- 2000年 879人

## 行政
町長はマルティン・フォルトマイアー (Wählergemeinschaft) である。

## 引用
1. ↑  https://www.statistikdaten.bayern.de/genesis/online?operation=result&code=12411-003r&leerzeilen=false&language=de Genesis-Online-Datenbank des Bayerischen Landesamtes für Statistik Tabelle 12411-003r Fortschreibung des Bevölkerungsstandes: Gemeinden, Stichtag (Einwohnerzahlen auf Grundlage des Zensus 2011)
2. ↑  Bayerische Landesbibliothek Online
3. 1 2  エーグルフィング略史, 2009年10月29日 閲覧
4. 1 2  Georg Paula, Stefanie Berg-Hobohm: Landkreis Weilheim-Schongau: Denkmäler in Bayern., Karl M Lipp Verlag München 2003, Band 1, Seite 110